# Les Loges (Sena Marítim)
Les Loges és un municipi francès situat al departament del Sena Marítim i a la regió de Normandia. L'any 2007 tenia 1.140 habitants.

## Demografia

### Població
El 2007 la població de fet de Les Loges era de 1.140 persones. Hi havia 426 famílies de les quals 94 eren unipersonals (43 homes vivint sols i 51 dones vivint soles), 111 parelles sense fills, 178 parelles amb fills i 43 famílies monoparentals amb fills.
La població ha evolucionat segons el següent gràfic:
Habitants censats

### Habitatges
El 2007 hi havia 526 habitatges, 442 eren l'habitatge principal de la família, 55 eren segones residències i 28 estaven desocupats. 506 eren cases i 11 eren apartaments. Dels 442 habitatges principals, 359 estaven ocupats pels seus propietaris, 73 estaven llogats i ocupats pels llogaters i 10 estaven cedits a títol gratuït; 2 tenien una cambra, 18 en tenien dues, 76 en tenien tres, 122 en tenien quatre i 224 en tenien cinc o més. 321 habitatges disposaven pel capbaix d'una plaça de pàrquing. A 184 habitatges hi havia un automòbil i a 226 n'hi havia dos o més.

### Piràmide de població
La piràmide de població per edats i sexe el 2009 era:
| Homes | Edats   | Dones |
| ----- | ------- | ----- |
| 0     | 95 o +  | 4     |
| 4     | 90 a 94 | 0     |
| 4     | 85 a 89 | 16    |
| 0     | 80 a 84 | 0     |
| 16    | 75 a 79 | 20    |
| 28    | 70 a 74 | 36    |
| 16    | 65 a 69 | 20    |
| 20    | 60 a 64 | 20    |
| 12    | 55 a 59 | 16    |
| 48    | 50 a 54 | 36    |
| 8     | 45 a 49 | 24    |
| 36    | 40 a 44 | 44    |
| 52    | 35 a 39 | 28    |
| 32    | 30 a 34 | 44    |
| 32    | 25 a 29 | 32    |
| 48    | 20 a 24 | 20    |
| 52    | 15 a 19 | 44    |
| 24    | 10 a 14 | 52    |
| 36    | 5 a 9   | 28    |
| 40    | 0 a 4   | 28    |

## Economia
El 2007 la població en edat de treballar era de 726 persones, 537 eren actives i 189 eren inactives. De les 537 persones actives 500 estaven ocupades (273 homes i 227 dones) i 37 estaven aturades (18 homes i 19 dones). De les 189 persones inactives 74 estaven jubilades, 55 estaven estudiant i 60 estaven classificades com a «altres inactius».

### Ingressos
El 2009 a Les Loges hi havia 454 unitats fiscals que integraven 1.181 persones, la mediana anual d'ingressos fiscals per persona era de 17.478 €.

### Activitats econòmiques
Dels 38 establiments que hi havia el 2007, 1 era d'una empresa alimentària, 10 d'empreses de construcció, 7 d'empreses de comerç i reparació d'automòbils, 2 d'empreses de transport, 4 d'empreses d'hostatgeria i restauració, 1 d'una empresa immobiliària, 7 d'empreses de serveis, 4 d'entitats de l'administració pública i 2 d'empreses classificades com a «altres activitats de serveis».
Dels 15 establiments de servei als particulars que hi havia el 2009, 1 era una oficina de correu, 1 taller de reparació d'automòbils i de material agrícola, 2 paletes, 1 guixaire pintor, 4 fusteries, 3 lampisteries, 1 perruqueria, 1 restaurant i 1 agència immobiliària.
Dels 4 establiments comercials que hi havia el 2009, 1 era un supermercat, 1 una botiga de més de 120 m², 1 una botiga de menys de 120 m² i 1 una fleca.
L'any 2000 a Les Loges hi havia 25 explotacions agrícoles que ocupaven un total de 1.120 hectàrees.

## Equipaments sanitaris i escolars
L'únic equipament sanitari que hi havia el 2009 era una farmàcia.
El 2009 hi havia 1 escola maternal integrada dins d'un grup escolar amb les comunes properes formant una escola dispersa i 1 escola elemental integrada dins d'un grup escolar amb les comunes properes formant una escola dispersa.

## Poblacions més properes
El següent diagrama mostra les poblacions més properes.